# HMS Sportsman
Le HMS Sportsman (Pennant number : P229) est un sous-marin britannique de classe S du troisième lot, construit pour la Royal Navy pendant la Seconde Guerre mondiale. Il faisait partie des unités construites entre 1941 et 1944 par les Britanniques pour des opérations offensives. 
Terminé en 1942, il a passé la majeure partie de la guerre en service en mer Méditerranée, après une première patrouille au large de la Norvège. En 1943, il coule en Méditerranée le transport lourd Général Bonaparte, et rate un pétrolier français. Lourdement endommagé après avoir été attaqué par erreur par un bombardier allié, il subit des réparations puis il est envoyé à l’Est pour participer aux opérations en mer Noire.
Après l’annulation de l’opération, le HMS Sportsman a patrouillé en mer Égée, envoyant par le fond plusieurs navires grecs et allemands. Au début de 1944, il a coulé le transport allemand SS Petrella, bien que ce navire soit clairement marqué comme un transport de prisonniers de guerre, tuant 2670 Italiens sur les 3173 qui étaient à bord. Le HMS Sportsman a coulé plusieurs autres navires. Il subit des dommages mineurs lorsqu’il a été détecté et repéré alors qu’il tentait d’attaquer un convoi.
Après un carénage aux États-Unis, le HMS Sportsman est rentré au Royaume-Uni où il a participé à un entraînement supplémentaire pour des opérations en Extrême-Orient. Ce déploiement fut annulé quand la guerre du Pacifique prit fin en 1945, et le HMS Sportsman fut placé en réserve à Harwich. En juillet 1951, le bâtiment est transféré à la Marine française, qui le rebaptise  Sibylle. Le 24 septembre 1952, le sous-marin est perdu corps et biens dans un accident de plongée au large de Toulon.

## Conception
Les sous-marins de la classe S ont été conçus pour patrouiller dans les eaux resserrées de la mer du Nord et de la mer Méditerranée. Les navires du troisième lot étaient légèrement agrandis et améliorés par rapport à ceux du deuxième lot. Ils avaient une coque plus solide, transportaient plus de carburant, et leur armement était modernisé.

Schéma d'un sous-marin de classe S.

Ces sous-marins avaient une longueur hors tout de 66,1 mètres, une largeur de 7,2 m et un tirant d'eau de 4,5 m. Leur déplacement était de 879 tonnes en surface et 1 006 tonnes en immersion . Les sous-marins de la classe S avaient un équipage de 48 officiers et matelots. Ils pouvaient plonger jusqu'à la profondeur de 90 m.
Pour la navigation en surface, ces navires étaient propulsés par deux moteurs Diesel de 950 ch (708 kW), chacun entraînant un arbre et une hélice distincte. En immersion, les hélices étaient entraînées par un moteur électrique de 650 ch (485 kW). Ils pouvaient atteindre 15 nœuds (28 km/h) en surface et 10 nœuds (19 km/h) en plongée . En surface, les sous-marins du troisième lot avaient une autonomie en surface de 6 000 milles marins (11 000 km) à 10 nœuds (19 km/h), et en plongée de 120 milles (220 km) à 3 nœuds (5,6 km/h).
Ces navires étaient armés de sept tubes lance-torpilles de 21 pouces (533 mm) dont six à la proue et un tube externe à la poupe. Ils transportaient six torpilles de recharge pour les tubes d’étrave, pour un total de treize torpilles. Douze mines pouvaient être transportées à la place des torpilles intérieurement arrimées. Les navires étaient aussi armés d'un canon de pont de 3 pouces (76 mm).
Les navires du troisième lot de la classe S étaient équipés d’un système ASDIC de type 129AR ou 138 et d’un radar d’alerte avancée de type 291 ou 291W .

## Engagements
Le HMS Sportsman a été commandé le 14 octobre 1940 dans le cadre du Programme Naval 1940. Construit par Chatham Dockyard, sa quille a été posée le 1er juillet 1941, il a été lancé le 17 avril 1942 et commissionné le 21 décembre 1942,. Il est le premier (et jusqu’à présent, le seul) navire de la Royal Navy à porter le nom de Sportsman (en français : sportif). Et de fait, son insigne représentait les cinq anneaux olympiques sur fond blanc.